# Ich habe keine Angst
Ich habe keine Angst ist ein Film des italienischen Regisseurs Gabriele Salvatores aus dem Jahre 2003. Er beruht auf dem Roman Ich habe keine Angst von Niccolò Ammaniti.

## Handlung
Sechs Kinder veranstalten in den Sommerferien ein Wettrennen zu einem alten verfallenen Haus. Auf dem Weg nach Hause kehrt Michele noch einmal zurück, weil seine Schwester ihre Brille verloren hat. Auf der Suche danach stößt er neben den verlassenen Häusern auf ein mit Wellblech verdecktes Erdloch. Er sieht darin einen menschlichen Fuß, der ihn erschreckt und fliehen lässt.
Das Erlebte lässt ihm keine Ruh, sodass Michele am nächsten Tag noch einmal mit dem Fahrrad zu der Ruine fährt. Er holt tief Luft und hebt das Wellblech an. Eine plötzlich hervortretende Gestalt erschreckt ihn zutiefst und lässt ihn in wilder Panik mit seinem Fahrrad fliehen. Auch am dritten Tag findet er im Spielen mit den Freunden keine Ablenkung – es zieht ihn zum Erdloch zurück. Unter einer Lumpendecke kauert ein Lebewesen, das mit heiserer Stimme um Wasser und Nahrung bittet. Michele verspricht am nächsten Tage mit etwas zu essen zurückzukehren.
Am nächsten Morgen kauft Michele im kleinen Laden des Dorfes Brot von seinem angesparten Geld. Auf seiner Fahrt zum Erdloch kommt ihm ein Auto entgegen. Michele duckt sich ins Getreidefeld, um nicht entdeckt zu werden. Durch die Halme hindurch erkennt er am Steuer Felice, den Bruder des Bandenchefs. Während das Wesen in der Grube das Brot isst, fragt Michele drauf los, doch es antwortet ihm nicht. Er wird böse, weil ihm weder Dank noch Gruß zuteilwurden und steigt mutig in die Grube hinab. Das Wesen tritt auf Michele zu, die Lumpen fallen ab und die hagere und verwahrloste Gestalt eines Jungen, nebst Kette am Fuß, wird sichtbar. Jetzt beginnt der blonde Junge zu sprechen, jedoch Michele versteht nichts. Die Entbehrungen haben wohl des Jungen Verstand getrübt.
Als Michele nachts auf die Toilette möchte, ist die Wohnküche voller Leute. Die Männer diskutieren über eine Entführung, die nun schon Monate dauere. Michele erfährt von einer Abmachung: Die Einwohner des Dorfes sollen den Jungen solange versteckt halten, bis das Lösegeld bezahlt wird. Schließlich schauen sie Nachrichten, in denen von der Entführung berichtet und ein Appell der Mutter an die Entführer gesendet wird. Als die Mutter bittet, Filippo nicht wie angedroht ein Ohr abzuschneiden, droht Felice, es mit beiden zu tun. Michele geht zu Filippo, richtet ihm die Wünsche aus, die die Mutter durch das Fernsehen mitgab. Als Filippo ihm nicht glaubt, beschreibt er die Mutter und deren Haus. Beide stellen fest, dass sie gleich alt sind und in dieselbe Klassenstufe gehen.
Tags darauf erzählt Michele seinem besten Freund Salvatore die haarsträubende Geschichte, nicht ohne ihm das Versprechen absoluter Verschwiegenheit abgenommen zu haben. Danach besucht er Filippo. Michele findet Filippo sauber und nicht mehr angekettet vor. Er wurde gewaschen, um von ihm ein Überlebenszeichen in Form eines Fotos machen zu können. Nachdem Filippo den mitgebrachten Kuchen gierig verschlungen hat, nimmt ihn Michele mit zu einem Ausflug hinaus auf die Felder. Doch dann überrascht sie Felice. Er schleudert Michele auf den Boden, bedroht ihn mit einer Flinte, schlägt ihn blutig und bringt ihn zum Auto. Dort sitzt bereits Salvatore. Er hat das Geheimnis verraten, um als Gegenleistung ein richtiges Auto fahren zu dürfen.
Wieder daheim droht Micheles Vater mit Prügel, wenn er noch einmal zu dem Versteck ginge. Schweren Herzens hält sich Michele mehrere Tage an das Verbot. Dann schlägt Teschio, eines der Nachbarskinder, vor, wieder zu dem heruntergekommenen Haus zu fahren. Auf dem Wege dorthin braut sich ein Unwetter zusammen. Bei strömendem Regen und heftigem Wind suchen die Kinder Schutz im Haus. Nur Michele läuft zu dem Erdloch – es ist verlassen. Von Salvatore erfährt er, dass man Filippo zu einer Höhle gebracht hat. Als das Unwetter vorbei ist, fahren sie zurück. Eine Hubschrauberstaffel der Carabinieri fliegt über sie hinweg.
Am Abend treffen sich die Männer des Dorfes wieder im Haus von Micheles Familie. Michele schleicht sich zur Tür und lauscht. Micheles Vater schlägt vor, im Losverfahren denjenigen zu bestimmen, der Filippo töten solle. Michele wartet die Entscheidung nicht mehr ab, er flieht aus dem Fenster seines Zimmers in die Vollmondnacht durch die Felder zur Höhle. Der Eingang ist mit Brettern verhauen – fast doppelt so hoch wie Michele. Er klettert hinüber und befreit den gefesselten und geknebelten Filippo. Mit viel Mühe bewegt er den apathischen und völlig entkräfteten Jungen zur Flucht, stemmt ihn über das Tor. Als Filippo auf der anderen Seite ist, gebietet Michele ihm sofort wegzulaufen. Ihm selbst gelingt es nicht die Innenseite des Holzgatters ohne Hilfe zu erklimmen. Als ein Auto kommt, öffnet Micheles Vater die Höhle. Rettung erhoffend springt Michele hinter einem Strohballen hervor, dann fällt ein Schuss. Michele wurde in den Oberschenkel getroffen. Sein Vater, der ihn in der Dunkelheit nicht erkannte, trägt ihn ins Freie. Langsam kommt Michele wieder zu Bewusstsein. Filippo tritt hinzu und versucht gegen den Winddruck eines über ihnen stehenden Polizeihubschraubers Micheles Hand zu greifen.

## Kritiken
„Poetische Filmerzählung über eine kindliche Wahrnehmung zwischen Abenteuer, Einbildung und harter Wirklichkeit. In symbolhaften Bildern inszeniert und radikal aus der Sicht des Jungen erzählt, bietet der Film auch für ältere Kinder spannende Unterhaltung.“

„Ganz aus der Perspektive seines jungen Helden Michele erzählt Salvatores in beeindruckenden Bildern eine Geschichte vom Weggang aus dem kindlichen Paradies – ein Weg, der über Wissen und Welterkenntnis definiert ist. Das Zeitkolorit, der heiße Sommer, der verlangende Blick aus dem armen Süden in den wohlhabenden Norden Italiens sind gut getroffen, und der junge Hauptdarsteller ist sehr überzeugend.“

„Die Weite der Felder kontrastiert mit surrealen Details (wie den immer wieder aufkreuzenden Tieren, die dem Setting von "Die Nacht des Jägers" entschlüpft scheinen) und präzisen Beobachtungen kleiner Szenen, sei es Micheles kleine Schwester, die gelangweilt ihre Barbiepuppe ertränkt, oder seine nächtlichen Unter-der-Decke-Lesungen. Die bestechende Fotografie von Italo Daniele Petriccione rundet damit einen höchst einnehmenden und gänzlich wunderbaren Film ab.“

## Auszeichnungen
- 2003 Globo d’Oro für die Beste Regie.
- 2003 Nastro d’Argento für den besten italienischen Regisseur (Gabriele Salvatores), den besten Nebendarsteller (Diego Abatantuono) und die beste Kamera (Italo Petriccione).[5]
- 2003 Nahm der Film am Wettbewerb der Berlinale 2003 teil.
- 2004 David di Donatello – Preis für die beste Kamera und Preis für den besten Jugendfilm.